# Хелдрунген
Хелдрунген (њем. Heldrungen) град је у њемачкој савезној држави Тирингија. Једно је од 50 општинских средишта округа Кифхојзер. Према процјени из 2010. у граду је живјело 2.228 становника. Посједује регионалну шифру (AGS) 16065033.

## Географски и демографски подаци
Хелдрунген се налази у савезној држави Тирингија у округу Кифхојзер. Град се налази на надморској висини од 128 метара. Површина општине износи 23,3 km². У самом граду је, према процјени из 2010. године, живјело 2.228 становника. Просјечна густина становништва износи 96 становника/km².